# BR-158
La BR-158 es una carretera de Brasil que comienza en Redenção, en el estado de Pará, al municipio de Santana do Livramento, en Rio Grande do Sul. Tiene una extensión aproximada de 2973 km, pasando por ciudades como Barra do Garças, Andradina, Pato Branco y Santa Maria. Termina en frontera Brasil-Uruguay.
En la planificación original del Ministerio de Transporte, su punto de partida debe ubicarse entre las carreteras BR-230 y PA-415 en el municipio de Altamira en el estado de Pará. Sin embargo, este vínculo con Altamira nunca se construyó; con eso, la carretera en sí solo comienza incluso en Redenção, en el sur del estado. A pesar de ser largos, algunos tramos de la carretera no se conectan con la ruta original, desencadenando en varias partes "interpuestas" con otras carreteras estatales y federales; considerando solo las secciones oficialmente existentes, la carretera tiene 2 973 kilómetros de largo.
Curiosamente, a diferencia de la mayoría de las carreteras longitudinales, no cruza ninguna capital brasileña. Es una de las principales autopistas del interior de Brasil junto con la BR-163 y la BR-364.
La carretera es extremadamente importante para estados como Mato Grosso, el mayor productor de granos en el país (el estado es el mayor productor de soja, maíz, algodón, el tercer mayor productor de frijoles y el sexto mayor productor de caña de azúcar). del país), además de tener el mayor rebaño de ganado en el país, más de 30 millones de cabezas de ganado, lo que representa casi el 14% de la producción nacional solo. La pavimentación y conservación de la carretera, que todavía tiene extensiones de tierra, se considera un factor importante de desarrollo económico, que interfiere con los costos de transporte y el precio de los bienes que llegan al consumidor final. El Valle de Araguaia, donde pasa el camino, es un polo importante del desarrollo del estado. En 2005, el ex Secretario de Infraestructura de Brasil, Luiz Antônio Pagot, mencionó que "la BR-158 es un eje estructurante y multimodal que combina la carretera con la vía fluvial y el ferrocarril, por lo que es de gran importancia". También según él, "la finalización de los trabajos de pavimentación en la BR-158 dará competitividad no solo a los agronegocios en el estado de Mato Grosso, sino que también hará posible que el puerto de Ponta da Madeira sea un corredor de exportación para otros productos que pueden incorporarse También creará oportunidades para devolver la carga desde el noreste. Los barcos que vienen del extranjero pueden traer insumos agrícolas y otros productos. BR-158 se conectará con dos ferrocarriles principales: el Carajás, que se extiende desde los depósitos de Carajás (en Pará) ) a la terminal de Ponta de Madeira, en São Luiz (Maranhão), y el ferrocarril Norte-Sul, que actualmente se encuentra en Estreito, Tocantins, y ha estado descendiendo al estado de Goiás ".
Para el estado de Pará, la carretera también es de vital importancia. Pasa por la gran región minera del estado, en el área de Serra dos Carajás. Considerando solo el primer semestre de 2017 (mitad del año), la producción de minerales de Pará fue liderada por mineral de hierro (77.5 millones de toneladas). La bauxita ocupa el segundo lugar, con 16 millones de toneladas. En tercer lugar, manganeso, con 1 millón de toneladas; en cuarto, caolín con 662 mil toneladas; luego cobre con 424 mil toneladas, piedra caliza con 335 mil toneladas, níquel con 42 mil toneladas y oro con 1,6 mil toneladas. En términos de valor comercializado, el hierro produjo casi R $ 13 mil millones, el cobre R $ 2.7 mil millones, la bauxita R $ 1.4 mil millones, el níquel R $ 345 millones, el manganeso R $ 302 millones, el caolín R $ 289 millones, oro R $ 150 millones y piedra caliza R $ 12 millones, por un total de R $ 18,1 mil millones. China representa el 48.8% de las exportaciones de Pará, seguida de Malasia con el 7.3%. Las exportaciones a China y Malasia son predominantemente mineral de hierro, 93.1% y 97.0%, respectivamente. En 2016, las sustancias de la clase metálica representaron alrededor del 77% del valor total de la producción mineral comercializada en Brasil. Entre estas sustancias, ocho corresponden al 98,6% del valor: aluminio, cobre, estaño, hierro, manganeso, niobio, níquel y oro. Destaca la participación expresiva del hierro en esta cantidad, cuya producción se concentra principalmente en los estados de Minas Gerais y Pará. La producción de mineral de hierro del país fue de 410 millones de toneladas en 2019. Brasil es el segundo mayor exportador mundial de mineral de hierro y tiene la segunda posición en el ranking de reservas: bajo suelo brasileño hay al menos 29 mil millones de toneladas. Las mayores reservas se encuentran actualmente en los estados de Minas Gerais y Pará.
La carretera también es de gran importancia económica y logística para el sur de Brasil, ya que pasa por áreas de gran producción en Rio Grande do Sul, Santa Catarina y Paraná. Rio Grande do Sul es el mayor productor de arroz del país, con el 70,5% de la producción de Brasil, y Santa Catarina es el segundo mayor productor nacional. En la soja, Paraná y Rio Grande do Sul se encuentran entre los mayores productores del país, con alrededor del 16% de la producción nacional por cada uno, solo superado por Mato Grosso. Paraná es el segundo mayor productor de maíz en el país, y el tercero es Rio Grande do Sul. También atraviesa grandes áreas de producción de carne de cerdo, donde los 3 estados del sur son los mayores productores del país. Santa Catarina es el mayor productor de Brasil. El Estado es responsable del 28,38% de la masacre del país y del 40,28% de las exportaciones brasileñas de carne de cerdo. Paraná, por otro lado, tiene una población reproductora de 667 mil viviendas alojadas, con una manada representativa del 17.85% del total brasileño. Paraná ocupa la segunda posición en el ranking productivo del país, con 21.01%, y el tercer lugar entre los estados exportadores, con 14.22%. En el 3er lugar en Brasil viene Rio Grande do Sul, con casi el 15% de participación. La región occidental de Paraná es hoy el polo principal para transformar los granos en proteína animal en el país. Además, la región sur ocupa el primer lugar en el ranking de producción de leche brasileña. El Sur tiene el 35,7% de la producción de leche brasileña, Paraná ya es el segundo mayor productor nacional con 4.700 millones de litros. También pasa por la región productora de caña de azúcar de Paraná, que, en 2017, fue el quinto mayor productor de caña, el tercero de azúcar y el quinto de alcohol en el país. Este año cosechó cerca de 46 millones de toneladas de caña. El sector estatal de azúcar y alcohol tiene 25 plantas y emplea a unas 55,000 personas. Las regiones de Umuarama, Paranavaí, Maringá y Jacarezinho concentran la producción. Brasil es el mayor productor mundial, con 672.8 millones de toneladas cosechadas en 2018.

## Galería

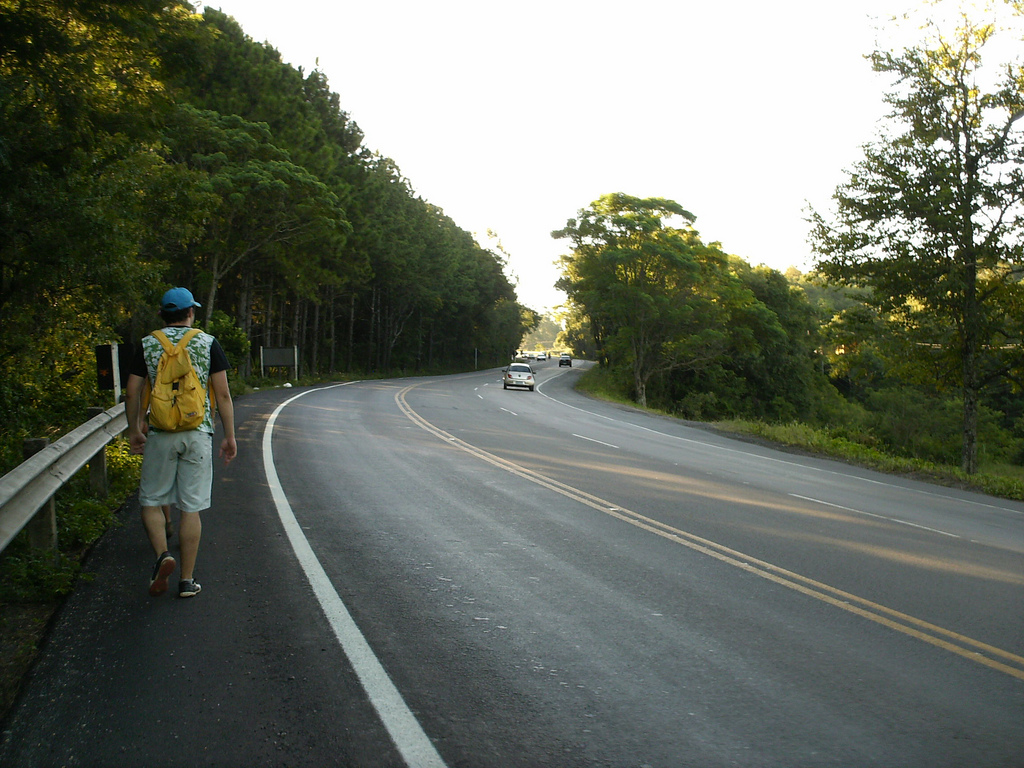
BR-158 en Santa Maria, Rio Grande do Sul
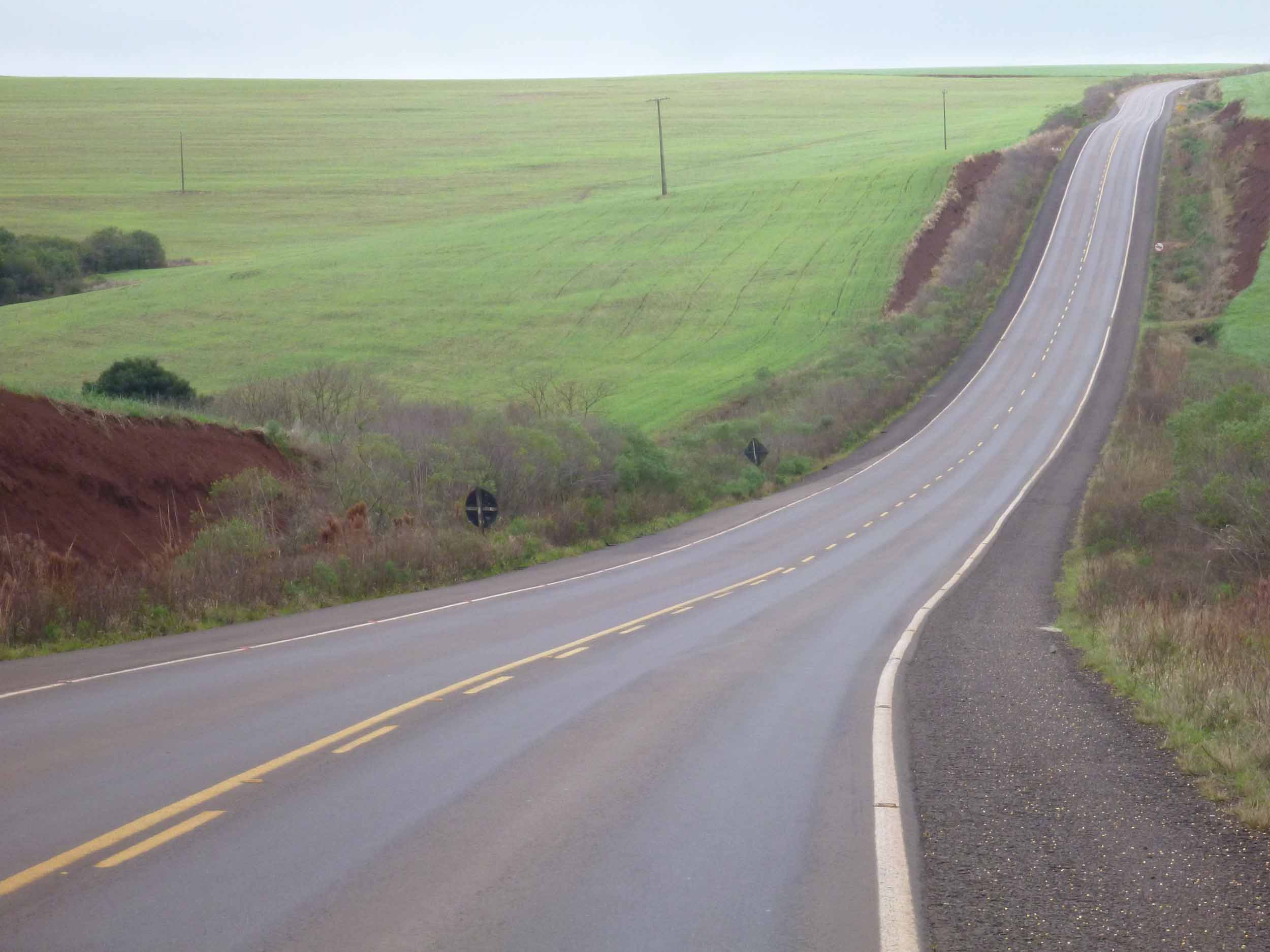
BR-158 en Rio Grande do Sul
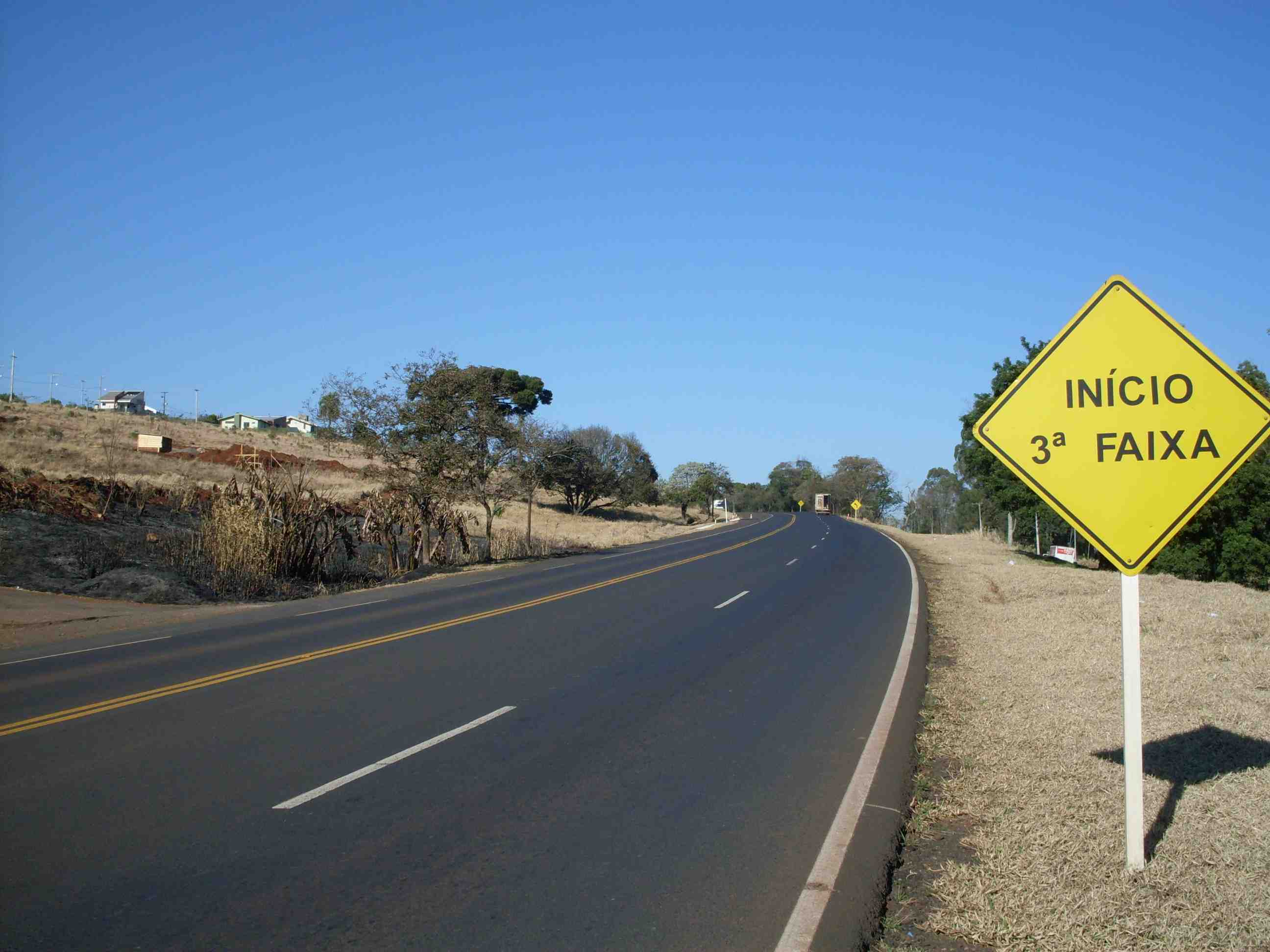
BR-158 en Paraná
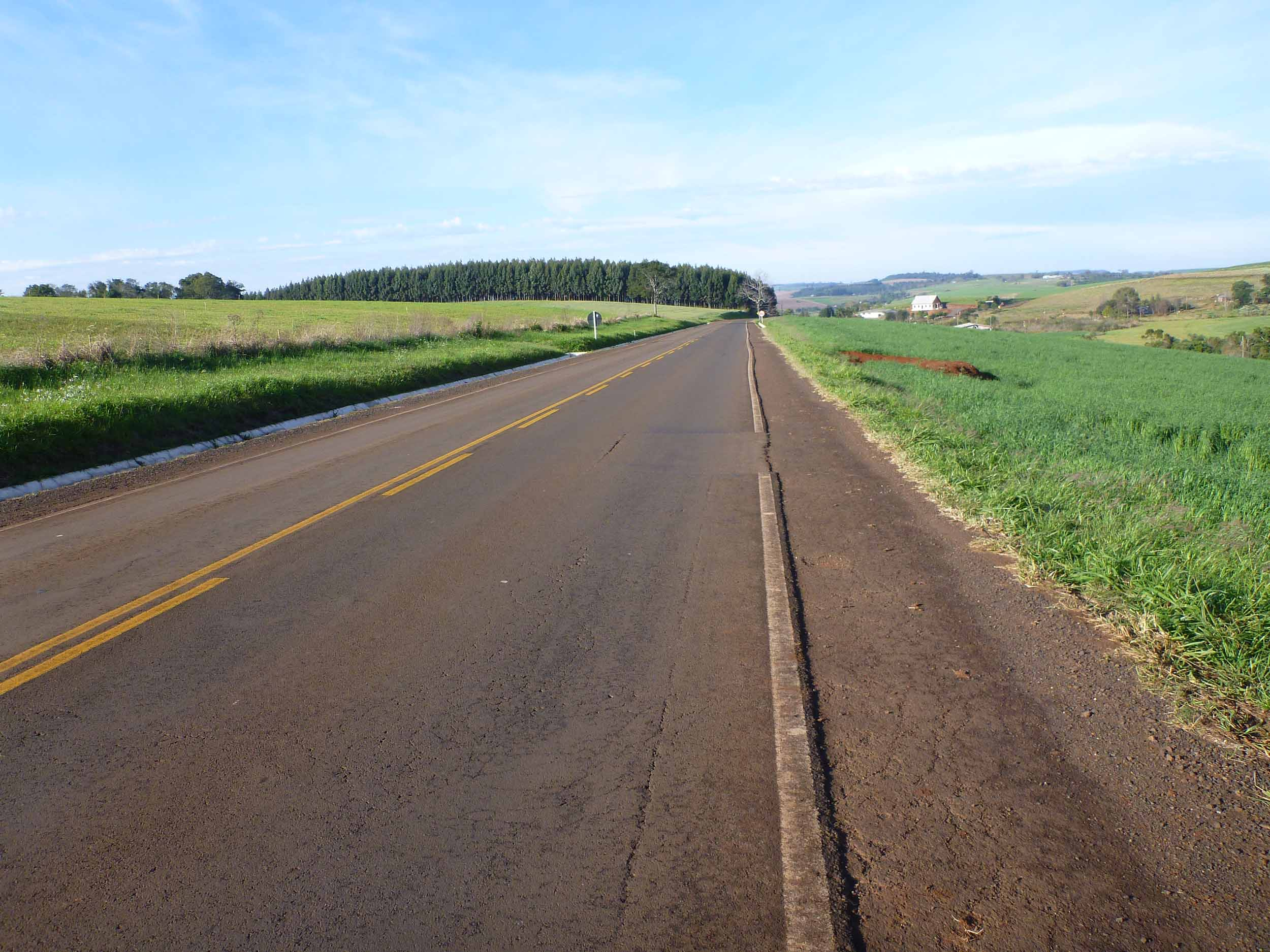
BR-158 en Paraná
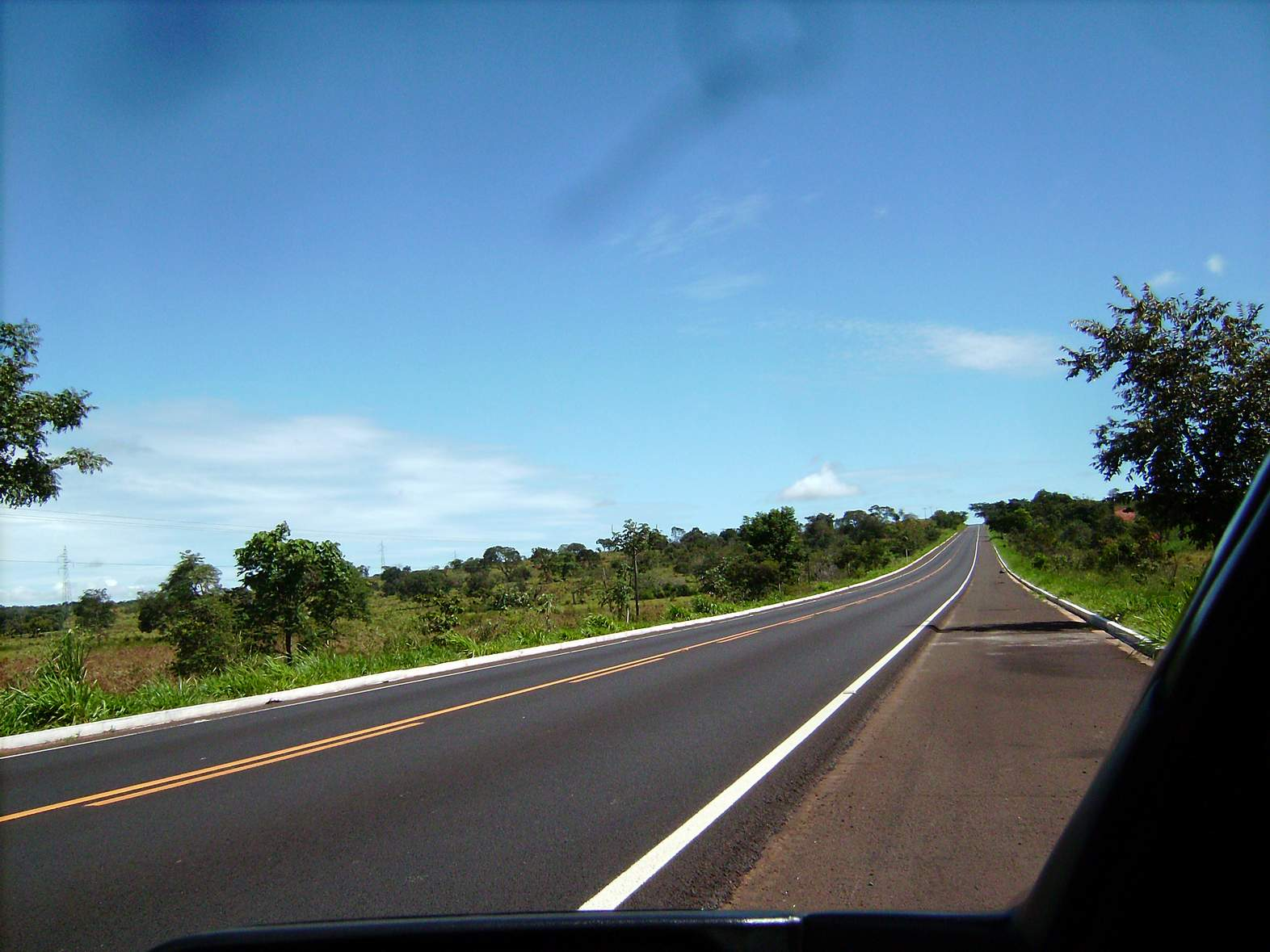
BR-158 en Paranaíba, Mato Grosso do Sul